# Sebalter
Sebastiano Paù-Lessi (Ticino, 1985), ook gekend onder zijn artiestennaam Sebalter, is een Zwitsers zanger.

## Biografie
Sebastiano Paù-Lessi werd in 1985 geboren uit een Italiaanstalig gezin in het kanton Ticino, in het zuiden van het land. Op zijn zesde begon hij met het spelen van viool. Hij studeerde rechten en werd advocaat. Vanaf 2013 begon hij met de uitbouw van zijn muzikale carrière onder de artiestennaam Sebalter. In 2014 nam hij deel aan Die grosse Entscheidungs Show, de Zwitserse preselectie voor het Eurovisiesongfestival. Met het nummer Hunter of stars wist hij het grootste aantal punten achter zijn naam te krijgen, waardoor hij zijn vaderland mocht vertegenwoordigen op het Eurovisiesongfestival 2014, dat in de Deense hoofdstad Kopenhagen plaatsvond. Hij eindigde er in de finale als 13de.Op het Eurovisiesongfestival 2016 in Stockholm las hij de Zwitserse punten voor.

## Discografie

### Singles
| Single met eventuele hitnotering(en) in de Nederlandse Top 40 | Datum van verschijnen | Datum van binnenkomst | Hoogste positie | Aantal weken | Opmerkingen                                                        |
| ------------------------------------------------------------- | --------------------- | --------------------- | --------------- | ------------ | ------------------------------------------------------------------ |
| Hunter of stars                                               | 2014                  | -                     |                 |              | Inzending Eurovisiesongfestival 2014 / Nr. 98 in de Single Top 100 |

| Single met hitnotering(en) in de Vlaamse Ultratop 50 | Datum van verschijnen | Datum van binnenkomst | Hoogste positie | Aantal weken | Opmerkingen                          |
| ---------------------------------------------------- | --------------------- | --------------------- | --------------- | ------------ | ------------------------------------ |
| Hunter of stars                                      | 2014                  | 17-05-2014            | tip71           | -            | Inzending Eurovisiesongfestival 2014 |

1956: Lys Assia + Lys Assia · 
1957: Lys Assia · 
1958: Lys Assia · 
1959: Christa Williams · 
1960: Anita Traversi · 
1961: Franca di Rienzo · 
1962: Jean Philippe · 
1963: Esther Ofarim · 
1964: Anita Traversi · 
1965: Yovanna · 
1966: Madeleine Pascal · 
1967: Géraldine · 
1968: Gianni Mascolo · 
1969: Paola · 
1970: Henri Dès · 
1971: Peter, Sue & Marc · 
1972: Véronique Müller · 
1973: Patrick Juvet · 
1974: Piera Martell · 
1975: Simone Drexel · 
1976: Peter, Sue & Marc · 
1977: Pepe Lienhard Band · 
1978: Carole Vinci · 
1979: Peter, Sue & Marc & Pfuri, Gorps & Kniri · 
1980: Paola · 
1981: Peter, Sue & Marc · 
1982: Arlette Zola · 
1983: Mariella Farré · 
1984: Rainy Day · 
1985: Mariella Farré & Pino Gasparini · 
1986: Daniela Simmons · 
1987: Carol Rich · 
1988: Céline Dion · 
1989: Furbaz · 
1990: Egon Egemann · 
1991: Sandra Simó · 
1992: Daisy Auvray · 
1993: Annie Cotton · 
1994: Duilio · 
1996: Kathy Leander · 
1997: Barbara Berta · 
1998: Gunvor · 
2000: Jane Bogaert · 
2002: Francine Jordi · 
2004: Piero Esteriore & The MusicStars · 
2005: Vanilla Ninja · 
2006: Six4one · 
2007: DJ BoBo · 
2008: Paolo Meneguzzi · 
2009: Lovebugs · 
2010: Michael von der Heide · 
2011: Anna Rossinelli · 
2012: Sinplus · 
2013: Takasa · 
2014: Sebalter · 
2015: Mélanie René · 
2016: Rykka · 
2017: Timebelle · 
2018: ZiBBZ · 
2019: Luca Hänni · 
2021: Gjon's Tears · 
2022: Marius Bear · 
2023: Remo Forrer · 
2024: Nemo · 
2025: Zoë Më